# Groupe cathédral et canonial d'Autun
Le groupe cathédral et canonial d'Autun est un ensemble religieux situé pour l'essentiel place du Terreau, à Autun, en Saône-et-Loire. 

## Historique
Les premiers bâtiments de résidence épiscopale sont attestés au IVe siècle.
Après divers classements et inscriptions au titre de monument historique entre 1875 et 2003, l'ensemble du groupe est classé en 2017.

## Description
Dans son état actuel, le groupe comprend : les restes des réfectoires des chanoines rue Dufraigne (désormais chapelle Notre-Dame-des-Bonnes-Œuvres-et-des-Sept-Dormants), la maison « maison des caves du Chapître », ancien cellier et grenier, l'ancienne chambre des comptes du chapitre (XVe siècle), les vestiges du collatéral sud de la cathédrale Saint-Nazaire (XIVe siècle, désormais chapelle Saint-Aubin), la galerie est du cloître (XIIe siècle), une maison à pans de bois et l'ancienne cure (XVe siècle).